# Chirp-Z轉換
啁啾-Z轉換（Chirp-Z transform）為離散傅立葉變換（DFT）的一般化，是一種適合於計算當取樣頻率間隔（sampling frequency interval）與取樣時間間隔（sampling time interval）乘積的倒數不等於信號的時頻分佈面積時的演算法，其為利用卷积來實現任意大小的離散傅立葉變換（DFT）的快速傅立葉變換演算法。
具體來說，啁啾-Z轉換沿著對數螺旋輪廓，計算出有限數量的點 zk 的Z轉換，其定義如下：
{\displaystyle X_{k}=\sum _{n=0}^{N-1}x(n)z_{k}^{-n}}
{\displaystyle z_{k}=A\cdot W^{-k},k=0,1,\dots ,M-1}
其中A為起始點，W為點與點之間的比率，M為需要計算的點的數量。

## 布魯斯坦演算法
離散信號{\displaystyle x_{n}}的離散傅立葉變換可以寫成下列的形式
{\displaystyle X_{k}=\sum _{n=0}^{N-1}x_{n}e^{-{\frac {2\pi i}{N}}nk}\qquad k=0,\dots ,N-1.}
其中{\displaystyle e^{-{\frac {2\pi i}{N}}nk}\qquad }這項的{\displaystyle nk}可以利用平方式展開得到，如下式所示
{\displaystyle (n-k)^{2}=n^{2}-2nk+k^{2}\Rightarrow nk=-{\frac {(n-k)^{2}-n^{2}-k^{2}}{2}}}
所以
{\displaystyle e^{-{\frac {2\pi i}{N}}nk}=e^{{\frac {2\pi i}{N}}{\frac {(n-k)^{2}-n^{2}-k^{2}}{2}}}=e^{{\frac {\pi i}{N}}(n-k)^{2}}e^{-{\frac {\pi i}{N}}n^{2}}e^{-{\frac {\pi i}{N}}k^{2}}}
而將此平方展開式帶回原式我們可以得到
{\displaystyle X_{k}=\sum _{n=0}^{N-1}x_{n}e^{-{\frac {2\pi i}{N}}nk}=e^{-{\frac {\pi i}{N}}k^{2}}\sum _{n=0}^{N-1}(x_{n}e^{-{\frac {\pi i}{N}}n^{2}})e^{{\frac {\pi i}{N}}(n-k)^{2}}\qquad k=0,\dots ,N-1.}
上面的累加結果恰為兩個序列 an 及 bn 的卷積，兩序列的定義如下：
{\displaystyle a_{n}=x_{n}e^{-{\frac {\pi i}{N}}n^{2}}}
{\displaystyle b_{n}=e^{{\frac {\pi i}{N}}n^{2}},}
而產生的卷積結果會再乘上 N 個相位的參數 bk*：
{\displaystyle X_{k}=b_{k}^{*}\sum _{n=0}^{N-1}a_{n}b_{k-n}\qquad k=0,\dots ,N-1.}

因此離散信號
{\displaystyle x_{n}}
的離散傅立葉變換現在可以分成三個步驟來實現：
- STEP 1：對於信號{\displaystyle x_{n}}的每一個取樣點都乘上{\displaystyle e^{-{\frac {\pi i}{N}}n^{2}}}
- STEP 2：接著再與{\displaystyle e^{{\frac {\pi i}{N}}(n-k)^{2}}}做線性卷積
- STEP 3：最後乘上{\displaystyle e^{-{\frac {\pi i}{N}}k^{2}}}

如此即可得到不同頻率成分的{\displaystyle X_{k}}。
此卷積動作可以透過卷積理論所實現，其中，由於這些快速傅立葉轉換結果的長度 N 不同，導致我們必須透過補零的方式，將快速傅立葉轉換的結果補至長度大於或等於 2N - 1，才能精確計算其卷積結果。此外，布魯斯坦演算法提供一個時間複雜度為 O(N log N) 的方式計算質數大小的離散傅立葉轉換。
在布魯斯坦演算法的卷積過程中使用補零的方式是值得討論的。如果我們將訊號補至長度為 M ≥ 2N–1，代表 an 被擴展至長度為 M 的陣列 An，其中當 0 ≤ n < N 時，An = an，否則 An = 0。然而，基於卷積中的 bk–n 項， bn 需要 n 的正值和負值。在陣列中補零的離散傅立葉轉換的周期性邊界，代表著 -n 等於 M - n。因此，bn 被擴展到長度為 M 的陣列 Bn，其中 B0 = b0，Bn = BM–n = bn(當 0 < n &lt)，否則，Bn = 0。然後根據通常的捲積定理對 A 和 B 進行快速傅立葉轉換，逐點相乘，並進行逆快速傅立葉轉換以獲得 a 和 b 的卷積。
讓我們更準確地說明，布魯斯坦演算法的離散傅立葉轉換需要什麼類型的捲積。如果序列 bn 在具有周期 N 的 n 中是具有周期性的，那麼它將是長度為 N 的循環卷積，並且，為了計算上的方便而使用補零的方式。但是，通常情況並非如此：
{\displaystyle b_{n+N}=e^{{\frac {\pi i}{N}}(n+N)^{2}}=b_{n}e^{{\frac {\pi i}{N}}(2Nn+N^{2})}=(-1)^{N}b_{n}.}
因此，當 N 為偶數時，卷積是具有週期性的，但在這種情況下，人們通常使用更有效率的快速傅立葉轉換演算法，例如Cooley-Tukey演算法；反之，當 N 為奇數時，bn 是反週期性的，並且具有長度 N 的負循環卷積。然而，當如上所述，使用補零的方式江陣列補到至少 2N−1 的長度時，兩者之間的差異消失。

## Z轉換
上述提到的布魯斯坦演算法也可以基於單方面的Z轉換，用以計算更一般化的轉換(Rabiner et al, 1969)，特別是具有以下形式的轉換：
{\displaystyle X_{k}=\sum _{n=0}^{N-1}x_{n}z^{nk}\qquad k=0,\dots ,M-1,}
其中 z 為任意複數，N以及M分別為輸入及輸出的數量。
由前面所提到的布魯斯坦演算法，我們可以進行如此的轉換。例如，獲得訊號某一部分頻譜中的內插值，以及在傳遞函數分析中增加任意極點，皆為其應用之一。
該演算法被稱為啁啾-Z轉換演算法，是因為在傅立葉轉換的情境(|z| = 1)下，一序列 bn 是一複數正弦波，而在雷達系統中則被稱作「啁啾」。